# Cathy Lee
Cathy Lee es una deportista estadounidense que compitió en judo. Ganó una medalla de plata en los Juegos Panamericanos de 1991, en la categoría de –45 kg.

## Palmarés internacional
| Juegos Panamericanos | Juegos Panamericanos | Juegos Panamericanos | Juegos Panamericanos |
| Año                  | Lugar                | Medalla              | Categoría            |
| -------------------- | -------------------- | -------------------- | -------------------- |
| 1991                 | La Habana (Cuba)     | Medalla de plata     | –45 kg               |